# オーストラリア緑の党
オーストラリア緑の党（オーストラリアみどりのとう、The Australian Greens, 通称：The Greens）は、オーストラリアの緑の党である。国際的にはグローバルグリーンズに加盟している。
オーストラリアにおける政党としては、得票数、国会議員数、上院議員数ともに第3位に位置している。
中道左派の社会民主党であり、オーストラリア上院でしばしば勢力均衡を保っている。
オーストラリア東部では1980年代のタスマニア州のフランクリン・ダム （en:Franklin Dam）反対運動に、西オーストラリア州では核兵器削減に対する関心が同党の起源である。同党の政治基盤は環境保護から平和運動、草の根民主主義、社会正義に拡大している。
同党の歴史は「連合タスマニアグループ」（en:United Tasmania Group, UTG）にさかのぼる。これは世界初の緑の党である。1972年の選挙に立候補した。
同グループの参加者はタスマニア緑の党 （en:Tasmanian Greens）を結成した。同党の州上院（当時）議員ボブ・ブラウンおよび当時現職の西オーストラリア緑の党（en:Greens Western Australia）ディー・マーゲッツ（en:Dee Margetts）は1996年の連邦選挙後、初のオーストラリア緑の党の上院議員となった。2010年の連邦選挙では躍進し、非改選分と合わせ連邦上院は9人、連邦下院でも初めて1議席を獲得した。
オーストラリア緑の党は6州と2特別地域の緑の党の連合体である。
2010年、シーシェパードのピーター・ベスーンが、日本の監視船に衝突して逮捕されたのを受け、ブラウン党首は「私たちの知っているような陪審制度がない。ベスーン氏の解放を求める国際キャンペーンが行われるだろう。次第に静まるだろうとオーストラリアやニュージーランド当局が考えたとしても、そうはいかない」と述べた。また、豪連邦警察がスティーブ・アーウィン号の捜索を行ったことについて「豪政府は日本からの圧力につぶれた」と強く非難した。
2017年7月、同党所属の2人の連邦上院議員、スコット・ラドラムとラリッサ・ウォーターズはそれぞれの二重国籍問題が発覚したため、議員を辞職した。
2020年、党首にアダム・バンドが就任。捕鯨に対しては断固とした対応を望んでおり、シーシェパードを支持している。
2025年オーストラリア総選挙で議席数を落とし、党首のアダム・バンドも落選。なお、同選挙では野党第一党であるオーストラリア自由党のピーター・ダットン党首も落選している。
2025年5月15日、先の総選挙で落選したバンド党首に代わりラリッサ・ウォーターズ上院議員が党首に選出された。

## 選挙結果
連邦代議院議員選挙
| 年     | 獲得議席 | 増減     | 得票数      | 得票率 | 選挙後の労働党 |
| ------ | -------- | -------- | ----------- | ------ | -------------- |
| 2001年 | 0 / 150  | 増減なし | 569,074票   | 4.96%  | 中立           |
| 2004年 | 0 / 150  | 1        | 841,734票   | 7.19%  | 中立           |
| 2007年 | 0 / 150  | 増減なし | 967,781票   | 7.79%  | 中立           |
| 2010年 | 1 / 150  | 1        | 1,458,998票 | 11.76% | 閣外協力       |
| 2013年 | 1 / 150  | 増減なし | 1,116,918票 | 8.65%  | 中立           |
| 2016年 | 1 / 150  | 増減なし | 1,385,650票 | 10.23% | 中立           |
| 2019年 | 1 / 151  | 増減なし | 1,482,923票 | 10.40% | 中立           |
| 2022年 | 4 / 151  | 3        | 1,795,985票 | 12.25% | 中立           |